# Realtid.se
Realtid.se (Realtid) är en svensk digital branschtidning som riktar sig mot den svenska finansmarknaden och investerare. Tidningen grundades 2003 av Jonas Wiwen-Nilsson med avsikten att konkurrera med nätupplagan av Dagens Industri. Bolaget rekonstruerades 2011 och bytte affärsfokus till finanssektorn. Realtid är sedan oktober 2011 ansluten till Medieombudsmannen och sedan februari 2021 till Tidningsutgivarna. I februari 2021 tillträdde Maria Lindholm Pellborn som VD.

## Chefredaktörer
- Camilla Jonsson. Chefredaktör sedan oktober 2020, ansvarig utgivare sedan juli 2020. Började på Realtid som debattredaktör i december 2018. Tidigare på bland annat Sydsvenskan, Chef, TV4 och Dagens Industri.[5][6][7][8]
- Johan Såthe, chefredaktör och ansvarig utgivare augusti 2018-juni 2020.[9]
- Staffan Erfors, chefredaktör oktober 2016-mars 2017[10].
- Per Agerman, chefredaktör januari 2011–januari 2016[11].[12]
- Olle Blomkvist, chefredaktör 2004-2010[13][14]

## Utmärkelser
Tidningen utsågs 2012, 2013, 2014, 2016 och 2019 till Sveriges tredje bästa affärssajt i undersökningen Ekonomijournalistpriset genomförd av PR- och kommunikationsbyrån Hallvarsson & Halvarsson.
2019 utsågs Realtid till Sveriges näst bästa affärstidning online i Financial Hearings och Affärsvärldens ranking.
2022 tilldelades tidningens chefredaktör, Camilla Jonsson, priset som Årets utgivare, av branschorganisationen Utgivarna. 

## Medarbetare
- Per Lindvall.[18] Journalist/krönikör. Lindvall har varit utsedd till Sveriges bästa ekonomijournalist.[19]  Han har tidigare arbetat för bland andra Affärsvärlden och Svenska Dagbladet.
- Anders Frick, journalist och författare. Frick har tidigare arbetat för Ny Teknik, EFN Ekonomikanalen, IDG, Rapidus och Bohusläningen.[20] Han är medarbetare på Realtid sedan 2020.[21]

Ett urval av tidigare medarbetare: 
- John Bark, creative director och ansvarig för affärsområdet RQ Partner, 2012-2017. Under 2012-2013 var han ansvarig för bolagets satsning på att lansera magasinet Industrirapport[22]. John Bark var delaktig i verksamheten sedan lanseringen av Realtid 2003.[23][24]
- Nina von Koch, journalist, redaktionschef på Realtid 2016-2017.
- Helene Rothstein Sylvesten, journalist, redaktör och reporter på Realtid 2007-2013[25].

- Martin Schori, journalist och författare, andreredaktör på Realtid 2007.[26]
- Marlène Sellebråten, journalist med bakgrund på bland annat tidningen Mobil.[27]

## Kontrovers
Affärsmannen Svante Kumlin stämde år 2020 Realtids reportrar och chefredaktör i brittisk domstol. Detta efter en granskning av en planerad börsnotering för hans bolag Eco Energy World, som är registrerat i Storbritannien. Stämningen skapade debatt i bland andra Dagens Media mellan Svante Kumlin, Publicistklubbens ordförande Robert Aschberg och Realtid. Publicistklubben, Svenska Journalistförbundet, Svenska PEN, Reportrar utan gränser och Utgivarna fördömde stämningen. Reportrar utan Gränser menar att den typ av hot om kostsamma och tidskrävande rättsprocesser som stämningen innebar är ett sätt att försöka tysta journalister. Realtid och Svante Kumlin nådde efter två år en förlikning, vilket kritiserades bland andra av Reportrar utan Gränser. Efter förlikningen valde de två reportrar som hade stämts, Per Agerman och Annelie Östlund, att avsluta sitt samarbete med Realtid. 